# 王遜志
王逊志（？—1368年），字文敏，卫辉路汲县（今河南卫辉市）人，元朝文學家王恽曾孙。

## 生平
王逊志以恩荫授侍仪司通事舍人，历任隰州判官、大宁县尹，擢为陕西行台监察御史，转任佥汉中、河西、山北三道肃政廉访司事，入朝为工部员外郎、礼部郎中、监察御史。弹劾詹事不兰奚、平章宜童都是逆臣子孙。任太府少监，出为江西廉访副使。至正末年，召回朝廷，佥太常礼仪院事。明朝大军入大都，京城不守，公卿争出降，王逊志家居，正衣冠而坐，不肯迎降。其友中政院判官王翼来告：“新朝宽大，不仅不死，还再给官。”王逊志怒斥他：“君既自不忠，还要诱人为不义？”交代其子后事，就投井而死。